# Kreuth
Kreuth ist eine Gemeinde im oberbayerischen Landkreis Miesbach und Heilklimatischer Kurort.

## Geografie

### Lage
Die Gemeinde liegt am südlichen Ufer des Tegernsees. Sie erstreckt sich vom Tegernsee durch das weite Flusstal der Weißach bis zur Landesgrenze nach Tirol in einer Höhenlage zwischen 725 m am Tegernsee bis zum Gipfel der Halserspitz 1862 m ü. NHN. Kreuth ist die flächenmäßig größte und südlichste Gemeinde des Landkreises Miesbach. Neben Stadt Tegernsee, Rottach-Egern, Bad Wiessee und Gmund ist Kreuth eine von fünf Ortschaften im Tegernseer Tal.
Die Ortschaft befindet sich rund 25 km von Miesbach, 28 km von Bad Tölz, 30 km von Holzkirchen, 60 km von der Landeshauptstadt München und 40 km vom Tiroler Jenbach entfernt. Nachbargemeinden sind auf deutscher Seite Bad Wiessee im Norden, Rottach-Egern im Osten sowie Lenggries im Westen. Im Süden bildet das Mangfallgebirge die Gemeinde- und Landesgrenze zu Achenkirch im Bezirk Schwaz in Österreich.

### Gemeindegliederung
Es gibt 20 Gemeindeteile (in Klammern ist der Siedlungstyp angegeben):
- Bayerwald (Weiler)

- Brunnbichl (Dorf)
- Enterbach (Dorf)
- Enterfels (Dorf)
- Glashütte (Kirchdorf)
- Grüneck (Weiler)
- Kreuth (Pfarrdorf)
- Leiten (Weiler)[5]
- Oberhof (Dorf)
- Pförn (Dorf)
- Point (Dorf)
- Reitrain (Dorf)
- Riedlern (Dorf)
- Ringsee (Dorf)
- Schärfen (Dorf)
- Scharling (Dorf)
- Stuben (Weiler)[5]
- Trinis (Weiler)[5]
- Weissach (Dorf)
- Wildbad Kreuth (Weiler mit Kirche)

### Gewässer

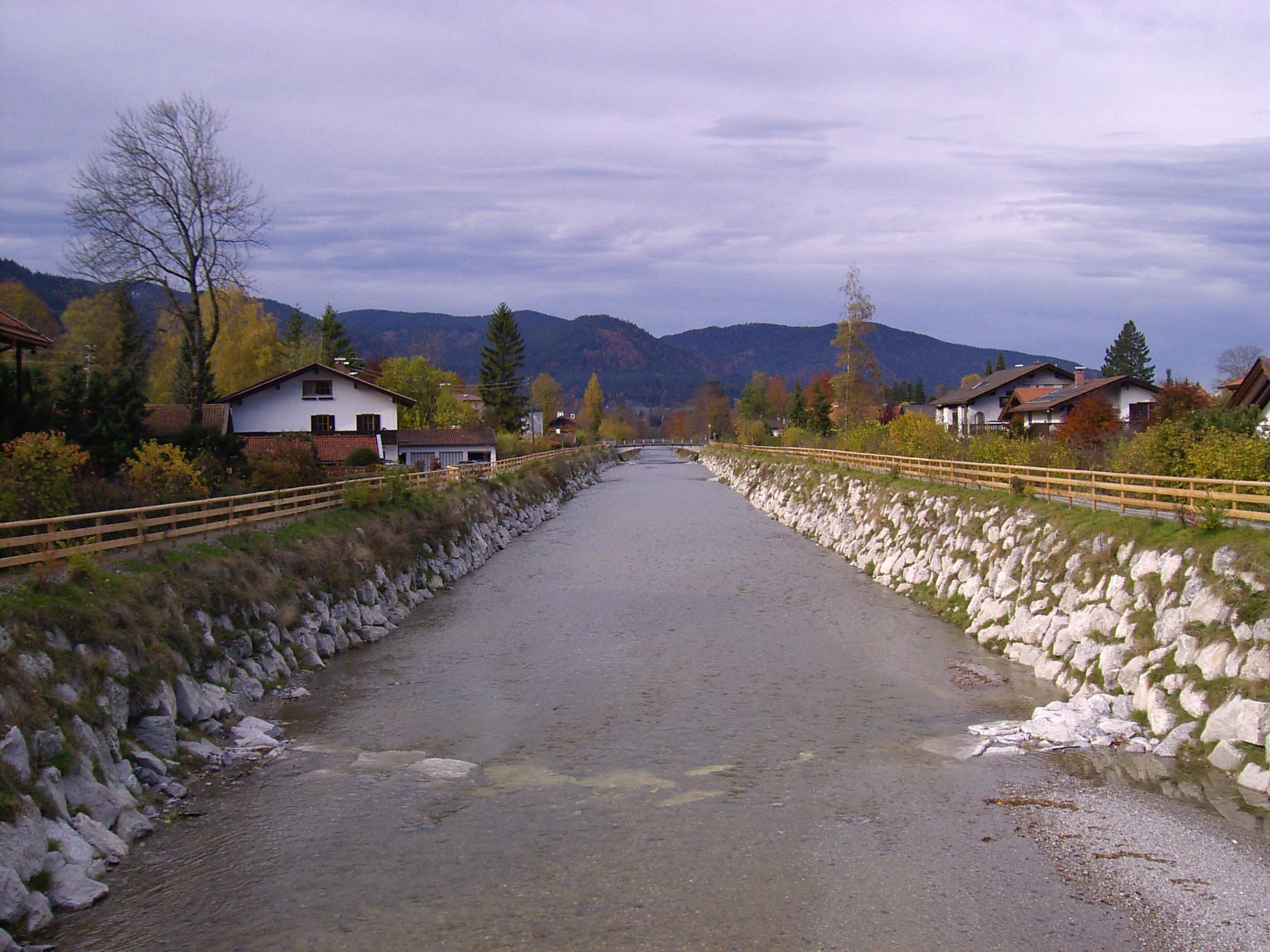
Die Gemeindegrenze zu Rottach-Egern verläuft teilweise entlang der Weißach.

Am Ringsee grenzt das Gemeindegebiet von Kreuth direkt an den Tegernsee. Zu den wichtigsten Flüssen und Bächen auf dem Gemeindegebiet zählen die Weißach, der Sagenbach, der Schwarzenbach, der Albertsbach, der Klammbach, die Hofbauernweißach, sowie eine Vielzahl von kleineren Bächen wie der Wiesengraben. Im nördlichen Gemeindegebiet verläuft der Kanal Mühlbach.

### Natur
Folgende Schutzgebiete berühren das Gemeindegebiet:
- Landschaftsschutzgebiet Schutz des Tegernsees und Umgebung (LSG-00072.01)
- Landschaftsschutzgebiet Schutz des Weissachtales (LSG-00029.01)
- Fauna-Flora-Habitat-Gebiet Mangfallgebirge (8336-371)
- Vogelschutzgebiet (Vogelschutzrichtlinie der EU) Mangfallgebirge (8336-471)

Hervorzuheben ist der Naturwald Blaubergkopf, der einen der letzten Primärwälder beherbergt. 

## Geschichte

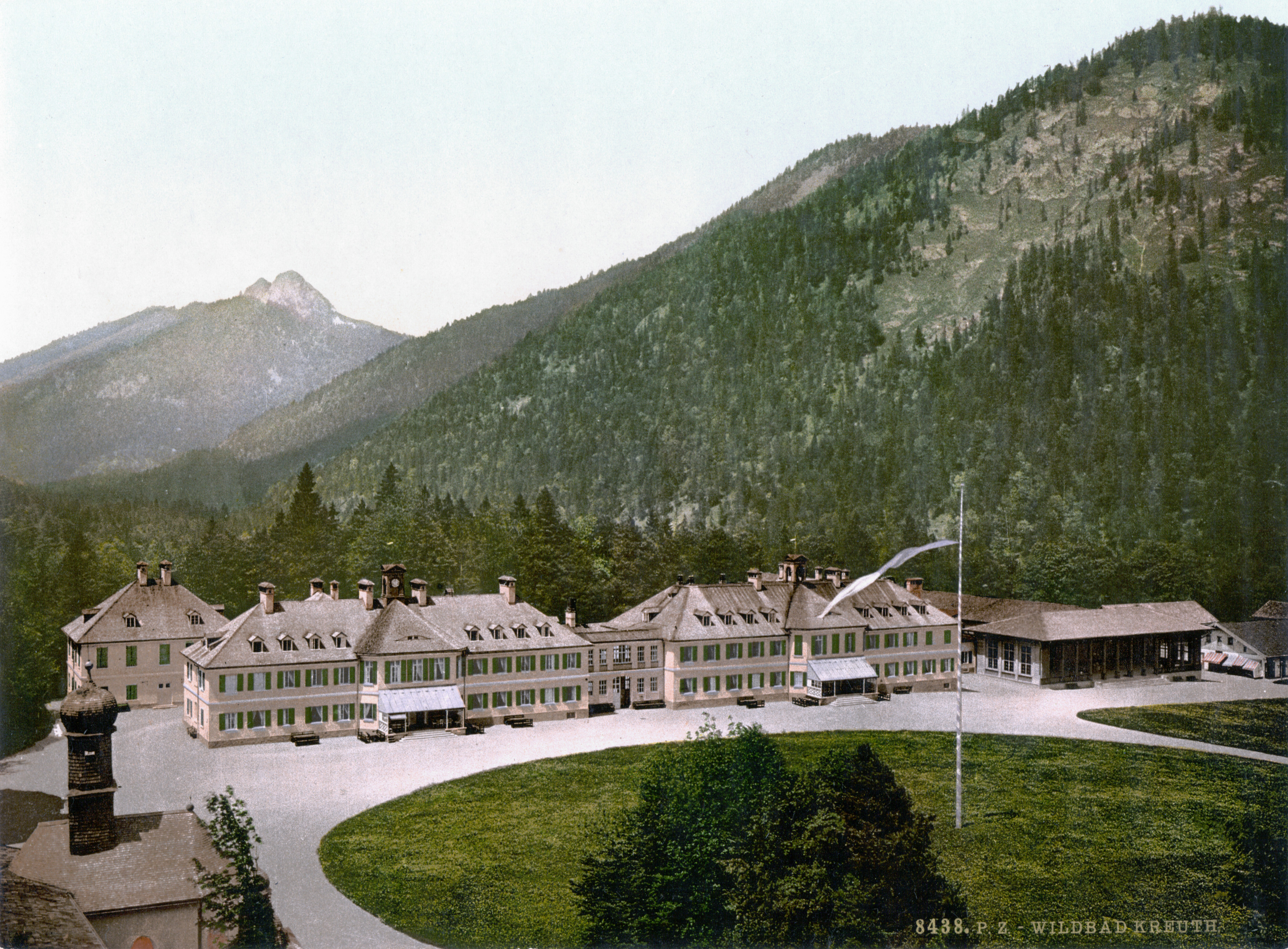
Wildbad Kreuth um 1900

Die Ortsgeschichte reicht zurück in die Zeit des Klosters Tegernsee, von dem aus der „Kreuther Winkel“ urbar gemacht und besiedelt wurde. Davon rührt auch der Name „Kreuth“, der so viel bedeutet wie „das Gerodete/das Gereutete“.

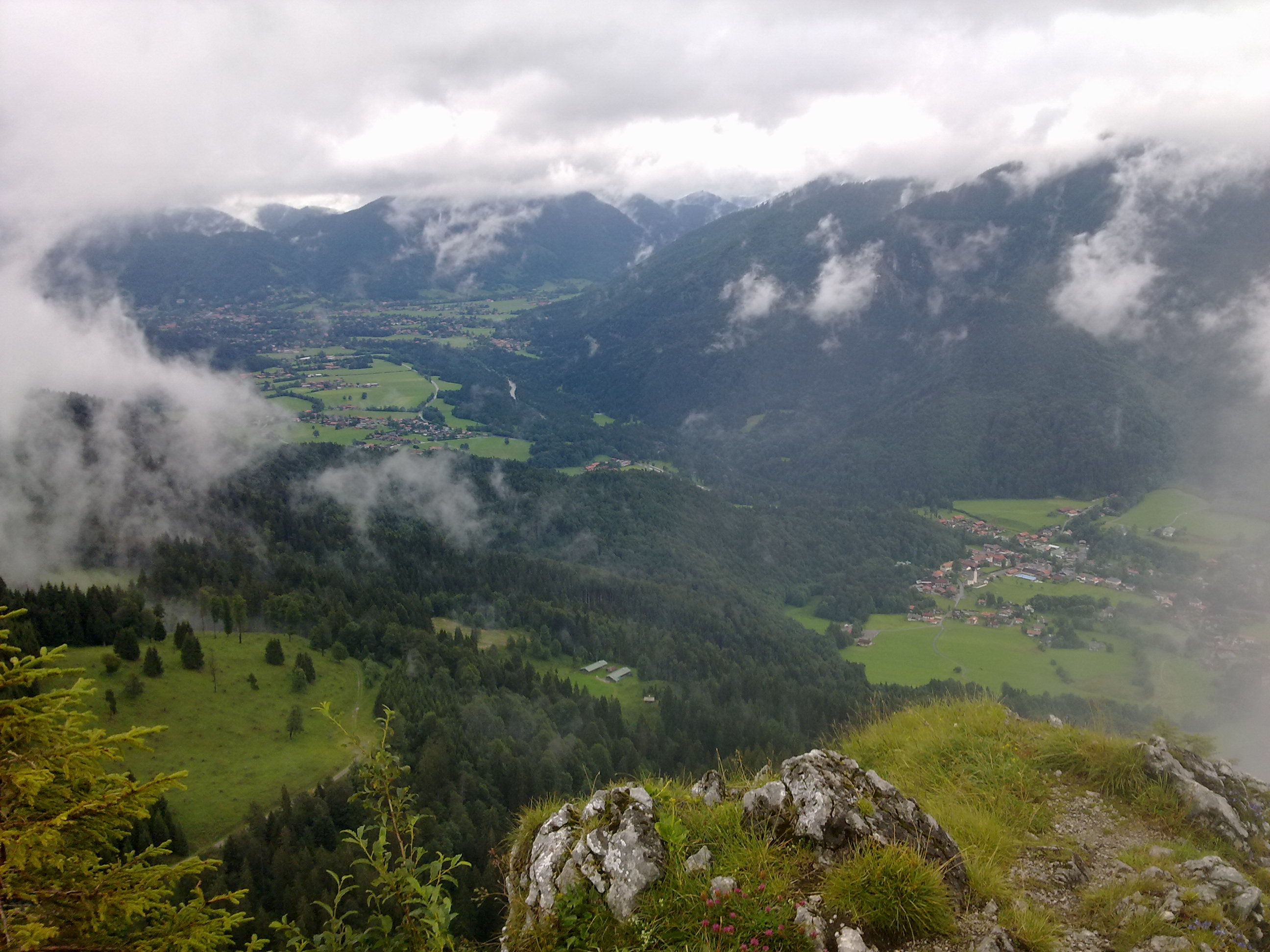
Blick vom Leonhardstein auf Kreuth

Der Abt Rupert I. von Neuburg-Falkenstein des Klosters Tegernsee ließ im Jahre 1184 eine steinerne Kapelle in Kreuth errichten. Wegen der Baufälligkeit wurde diese Kapelle 1490 abgetragen. Der Tegernseer Abt Ayrinschmalz ließ bis ins Jahr 1491 eine neue Kirche im gotischen Stil errichten. Die Kreuther Leonhardifahrt wurde erstmals 1442 urkundlich erwähnt. Weitere Kirchen auf dem Gemeindegebiet sind die im Jahre 1700 geweihte Kirche Mariä Heimsuchung in Glashütte und die 1706 erbaute Kapelle „Zum heiligen Kreuz“ in Wildbad Kreuth.
Kreuth war bis 1803 ein Teil des Klostergerichtsbezirks Tegernsee. Im Zuge der Verwaltungsreformen in Bayern wurde es 1818 eine selbständige politische Gemeinde.
Bundesweites Aufsehen erregte 1976 der in Wildbad Kreuth gefasste Kreuther Trennungsbeschluss. Dort fanden alljährlich im Januar die Klausurtagungen der CSU-Landesgruppe im durch die Hanns-Seidel-Stiftung von 1975 bis 2016 betriebenen Bildungszentrum statt.
Seit 2018 ist Kreuth Teil der internationalen Alpenvereinsinitiative Bergsteigerdörfer.

### Einwohnerentwicklung
Zwischen 1988 und 2018 wuchs die Gemeinde von 3403 auf 3570 Einwohner bzw. um 4,9 %.

## Politik
Durch das Bayerische Landesentwicklungsprogramm wird Kreuth seit Mai 2016 dem Mittelzentrum Tegernseer Tal zugeordnet. Dadurch erhält die Gemeinde als ländliches und strukturschwaches Gebiet künftig mehr Spielraum für eine Weiterentwicklung.

### Gemeinderat
Die vergangenen Kommunalwahlen führten zu den folgenden Sitzverteilungen im Gemeinderat:
| Partei/Liste       | 2014 | 2020 |
| ------------------ | ---- | ---- |
| CSU                | 8    | 7    |
| FWG                | 5    | 4    |
| SPD                | 3    | 3    |
| Grüne Liste Kreuth | -    | 2    |
| Gesamt             | 16   | 16   |

### Bürgermeister
Berufsmäßiger Erster Bürgermeister ist Josef Bierschneider (CSU). Der 1972 geborene Bierschneider ist seit 27. Oktober 1998 im Amt. Zuletzt wurde er bei der Wahl vom 25. September 2022 als Erster Bürgermeister bestätigt. Bei einer Wahlbeteiligung von 28,8 % lag sein Stimmenanteil bei 95 %.

### Wappen
| Wappen Gde. Kreuth | Blasonierung: „Geteilt von Grün und Silber; oben ein Gemsenkopf, unten zwei Seeblätter mit verschlungenen Stielen in verwechselten Farben.“ |
| Wappen Gde. Kreuth | Wappenbegründung: Der Gamskopf symbolisiert die alpine Lage der vom hinteren Tegernseer Tal bis zum Achenpass und der Tiroler Landesgrenze sich erstreckenden Gemeinde, in der das Hochgebirgswild vorkommt. Der Gamskopf wurde schon vor der Wappenannahme als Ortszeichen von Kreuth geführt. Die zwei verschlungenen Seelaubblätter (Seerosenblätter) gelten als ältestes heraldisches Zeichen der Benediktinerabtei Tegernsee und erinnern daran, dass Kreuth auf eine hochmittelalterliche Rodung des Klosters Tegernsee zurückgeht und mit diesem bis zur Säkularisation 1803 niedergerichtlich und grundherrschaftlich verbunden war. Dieses Wappen wird seit 1965 geführt. |

### Partnerschaften
- Seit dem 11. Juni 1976 unterhält die Gemeinde Kreuth eine Grenzlandpartnerschaft mit der Gemeinde Achenkirch in Tirol zur Förderung und Vertiefung der nachbarlichen, kulturellen und wirtschaftlichen Beziehungen und Bindungen.

- Am 24. September 2005 wurde eine Partnerschaft mit der französischen Gemeinde Prunay-en-Yvelines im Département Yvelines etwa 60 Kilometer südwestlich von Paris begründet.[15]

## Kultur und Sehenswürdigkeiten

### Veranstaltungen
Seit über 500 Jahren wird jährlich am 6. November in Kreuth die Leonhardifahrt zu Ehren des Heiligen Leonhard abgehalten. Diese ist die älteste in ganz Bayern und wurde erstmals im Jahr 1442 erwähnt.

### Sport
Die FEI-Europameisterschaften im Reining fanden in Kreuth vom 9. bis zum 10. Oktober 2009 statt.

### Bauwerke
Auf dem zum Gemeindegebiet gehörigen Ringberg liegt das Schloss Ringberg der Max-Planck-Gesellschaft, welches als Tagungsstätte dient und alle zwei Jahre einen Tag der offenen Tür veranstaltet.

### Park

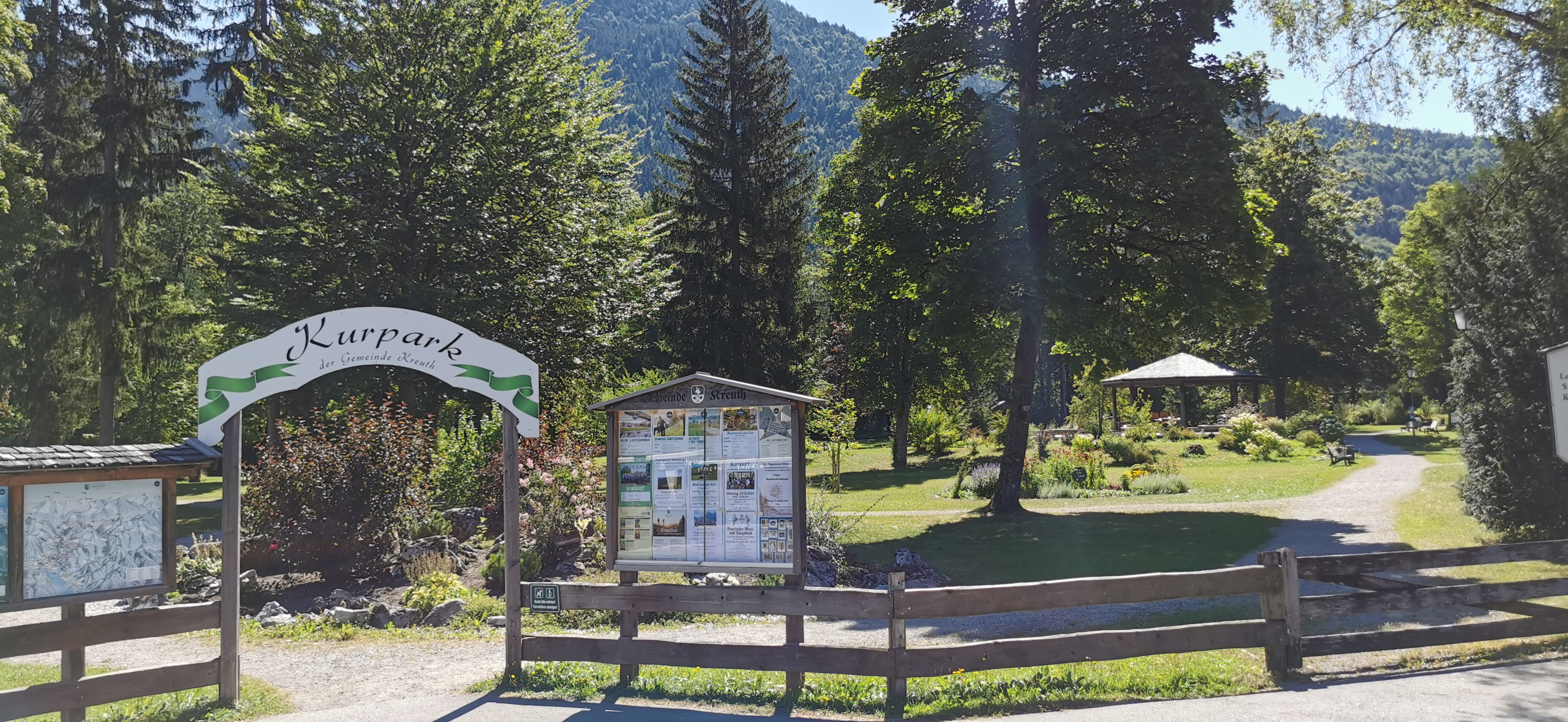
Kurpark

Nahe dem Ortskern von Kreuth liegt ein Kurpark mit Musikpavillon und Kneippbecken.

## Verkehr
Die wichtigste Verkehrsader von Kreuth ist die Bundesstraße 307, die am Achenpass in die Achenseestraße (B 181) übergeht und Kreuth mit dem Achental in Österreich verbindet. Alle Gemeindeteile von Kreuth sind durch die Busse des RVO zu erreichen.

## Natur und Umwelt
Auf dem Gemeindegebiet liegt das etwa 5327 Hektar umfassenden Landschaftsschutzgebiet Schutz des Weissachtales. Der heutige Zustand der Weißach ist überwiegend durch den Flussausbau zum Hochwasserschutz und die Begradigung zum Zwecke der Holztrift im 19. Jahrhundert bedingt.
Große Teile des Kreuther Gemeindegebietes liegen innerhalb des Flora-Fauna-Habitat-Schutzgebietes des Mangfallgebirges, einem großflächigen Gebirgsstock mit Voralpencharakter, Gipfelhöhen im Subalpin, mit alpinen Heiden sowie Schlucht- und Hangmischwäldern, wozu das Gebiet der Weißachauen und der Hangwald bei Glashütte zählen.
Am südlichen Ende des Gemeindegebiets an der Grenze zu Österreich befindet sich die durch die Ramsar-Konvention geschützte Bayerische Wildalm, die geprägt ist durch ein für die Kalkalpen typisches Hochmoor und das Vorkommen vieler bedrohter Pflanzenarten.

## Persönlichkeiten

### Ehrenbürger
- Paul von Hindenburg (1847–1934), 1933
- Alfred Hugenberg (1865–1951), 1933
- Franz Ritter von Epp (1868–1947), 1933
- Gräfin Sascha von Schlippenbach, 1935
- Kiem Pauli (1882–1960), 1950
- Sanitätsrat Wilhelm May, 1953
- Friedrich Flick (1883–1972), 1953
- Georg Hagn-Sternecker, 1978[17]
- Otto Beisheim (1924–2013), 2005[18]

### Söhne und Töchter der Gemeinde
- Leonhard Schober (1887 in Scharling–unbekannt), hochdekorierter Scharfschütze im Ersten Weltkrieg. U.a. wurde ihm die Bayerische Tapferkeitsmedaille in Gold, die höchste Tapferkeitsauszeichnung Bayerns für Nicht-Offiziere, verliehen.[19]
- Viktoria Rebensburg (* 1989), Skirennläuferin
- Fritz Nachmann (* 1929), Rennrodler
- Heinrich Mehringer (* 1952), Biathlet

### Weitere mit Kreuth verbundene Persönlichkeiten
- Heinrich G. Noren (1861–1928), Komponist, lebte von 1915 bis zu seinem Tod in Kreuth-Oberhof.
- Walter Warlimont (1894–1976), als Kriegsverbrecher 1948 zu lebenslanger Haft verurteilt, bereits 1954 begnadigt, lebte bis zu seinem Tod in Kreuth.